# Färöische Fußballmeisterschaft 1999
Die Färöische Fußballmeisterschaft 1999 wurde in der 1. Deild genannten ersten färöischen Liga ausgetragen und war insgesamt die 57. Saison. Sie startete am 25. April 1999 und endete am 2. Oktober 1999.
Aufsteiger B71 Sandur kehrte nach einem Jahr in die höchste Spielklasse zurück. Meister wurde KÍ Klaksvík, die den Titel somit zum 17. Mal erringen konnten. Titelverteidiger HB Tórshavn landete auf dem vierten Platz. Absteigen musste hingegen ÍF Fuglafjørður nach vier Jahren Erstklassigkeit.
Im Vergleich zur Vorsaison verschlechterte sich die Torquote auf 3,46 pro Spiel, was den niedrigsten Schnitt seit 1996 bedeutete. Die höchsten Siege erzielten HB Tórshavn mit einem 7:1 im Heimspiel gegen B71 Sandur am letzten Spieltag sowie B71 Sandur mit einem 6:0 im Heimspiel gegen ÍF Fuglafjørður am sechsten Spieltag. Das torreichste Spiel gab es zwischen GÍ Gøta und SÍ Sumba am sechsten Spieltag mit einem 7:2.

## Modus
In der 1. Deild spielte jede Mannschaft an 18 Spieltagen jeweils zwei Mal gegen jede andere. Die punktbeste Mannschaft zu Saisonende stand als Meister dieser Liga fest, die letzte Mannschaft stieg in die 2. Deild ab. Der Neuntplatzierte musste zudem noch zwei Relegationsspiele gegen den Zweitplatzierten der 2. Deild um den Verbleib in der 1. Deild austragen.

## Saisonverlauf

### Meisterschaftsentscheidung
Erster Tabellenführer der Saison war B36 Tórshavn. Diesen Platz mussten sie nach einem 0:0-Unentschieden bei VB Vágur an KÍ Klaksvík abtreten. Nachdem KÍ nicht über ein 0:0 gegen den Zweitplatzierten HB Tórshavn hinauskam, wechselte die Führung wieder zu B36. Diese konnten diese auf bis zu drei Punkte ausbauen, nach der 2:4-Niederlage bei HB Tórshavn am sechsten Spieltag lagen B36, KÍ, GÍ Gøta und HB punktgleich vorne. Nach der 2:3-Niederlage von B36 gegen KÍ Klaksvík am achten Spieltag schob sich KÍ wieder auf Platz eins. Es folgten vier weitere Siege und der Vorsprung wuchs auf drei Punkte an. Ein Unentschieden sowie eine Niederlage aus den nächsten beiden Spielen sorgten erneut für einen Platztausch mit B36, die ihrerseits fünf Siege in Folge feierten, daraufhin genügte ein Unentschieden für den ersten Platz aufgrund der besseren Tordifferenz. Am 15. Spieltag kam es durch die 0:2-Niederlage von B36 gegen HB letztmals zum Wechsel. Die Entscheidung um die Meisterschaft fiel erst am letzten Spieltag. Da jedoch sowohl der Zweitplatzierte GÍ Gøta (3:0 gegen B68 Toftir) als auch der Erstplatzierte KÍ Klaksvík (4:1 gegen ÍF Fuglafjørður) ihre Spiele gewinnen konnten, blieb es bei dieser Tabellenkonstellation. Die beiden Konkurrenten gingen jeweils früh in Führung, welche auch nie gefährdet wurde.

### Abstiegskampf
ÍF Fuglafjørður startete erwartungsvoll mit vier Punkten aus den ersten beiden Spielen in die Saison. Sieben Niederlagen in Folge ließen die Mannschaft jedoch bis auf den vorletzten Platz abstürzen, erst am 14. Spieltag gelang mit einem 2:1 bei B68 Toftir der nächste Sieg. Nach dem 17. Spieltag und der 1:5-Niederlage gegen GÍ Gøta konnte auch der achte Platz zum direkten Klassenerhalt nicht mehr erreicht werden.
SÍ Sumba belegte an 16 der 18 Spieltage den letzten Platz. Ausnahme waren hierbei lediglich der erste und der letzte Spieltag. Am neunten Spieltag gelang mit einem 1:0 gegen VB Vágur der erste Sieg. Im Saisonfinale verlor der direkte Konkurrent ÍF Fuglafjørður mit 1:4 bei KÍ Klaksvík nach einem frühen Rückstand in der elften Minute. Sumba hingegen gelang gegen VB Vágur auch der zweite Saisonsieg, im Auswärtsspiel wurde der Gegner mit 2:1 besiegt, der Siegtreffer fiel in der Schlussminute. Somit konnte SÍ Sumba noch an ÍF vorbeiziehen.

## Abschlusstabelle
| Pl. | Verein             | Sp. | S  | U | N  | Tore    | Diff. | Punkte |
| --- | ------------------ | --- | -- | - | -- | ------- | ----- | ------ |
| 1.  | KÍ Klaksvík        | 18  | 13 | 2 | 3  | 038:190 | +19   | 41     |
| 2.  | GÍ Gøta            | 18  | 12 | 3 | 3  | 046:240 | +22   | 39     |
| 3.  | B36 Tórshavn       | 18  | 12 | 2 | 4  | 052:220 | +30   | 38     |
| 4.  | HB Tórshavn (M, P) | 18  | 11 | 4 | 3  | 041:160 | +25   | 37     |
| 5.  | NSÍ Runavík        | 18  | 6  | 5 | 7  | 025:260 | −1    | 23     |
| 6.  | VB Vágur           | 18  | 6  | 3 | 9  | 019:270 | −8    | 21     |
| 7.  | B68 Toftir         | 18  | 5  | 3 | 10 | 022:410 | −19   | 18     |
| 8.  | B71 Sandur (N)     | 18  | 3  | 5 | 10 | 026:450 | −19   | 14     |
| 9.  | SÍ Sumba           | 18  | 2  | 5 | 11 | 022:430 | −21   | 11     |
| 10. | ÍF Fuglafjørður    | 18  | 2  | 4 | 12 | 020:480 | −28   | 10     |

Platzierungskriterien: 1. Punkte – 2. Tordifferenz – 3. geschossene Tore

| (M) | Meister des Vorjahrs           |
| (P) | Pokalsieger des Vorjahrs       |
| (N) | Neuaufsteiger aus der 2. Deild |

## Spiele und Ergebnisse
|                 | B36 | B68 | B71 | GÍ  | HB  | ÍF  | KÍ  | NSÍ | Sumba | VB  |
| --------------- | --- | --- | --- | --- | --- | --- | --- | --- | ----- | --- |
| B36 Tórshavn    |     | 4:0 | 6:1 | 4:0 | 0:2 | 4:2 | 2:0 | 3:2 | 3:1   | 6:1 |
| B68 Toftir      | 1:2 |     | 2:0 | 2:5 | 1:5 | 1:2 | 2:3 | 0:0 | 3:1   | 0:0 |
| B71 Sandur      | 0:0 | 1:0 |     | 2:5 | 2:2 | 6:0 | 1:2 | 2:3 | 2:1   | 1:3 |
| GÍ Gøta         | 2:1 | 3:0 | 2:1 |     | 1:2 | 2:1 | 2:1 | 4:1 | 7:2   | 3:1 |
| HB Tórshavn     | 4:2 | 1:1 | 7:1 | 2:0 |     | 4:0 | 1:2 | 1:3 | 2:2   | 2:0 |
| ÍF Fuglafjørður | 1:4 | 2:4 | 3:3 | 1:5 | 0:1 |     | 0:1 | 1:1 | 2:1   | 1:2 |
| KÍ Klaksvík     | 3:2 | 5:0 | 3:1 | 0:0 | 0:0 | 4:1 |     | 3:0 | 2:1   | 2:1 |
| NSÍ Runavík     | 1:3 | 5:0 | 4:0 | 1:1 | 0:2 | 0:0 | 1:3 |     | 1:0   | 1:0 |
| SÍ Sumba        | 1:6 | 2:3 | 1:1 | 1:1 | 0:3 | 2:2 | 2:3 | 1:1 |       | 1:0 |
| VB Vágur        | 0:0 | 0:2 | 1:1 | 1:3 | 1:0 | 3:1 | 2:1 | 2:0 | 1:2   |     |

## Relegation
Die beiden Relegationsspiele zwischen dem Neunten der 1. Deild und dem Zweiten der 2. Deild wurden am 9. und 16. Oktober 1999 ausgetragen.
| Datum                                    |             | Ergebnis  |             | Tore |
| ---------------------------------------- | ----------- | --------- | ----------- | --- |
| 9. Oktober 1999                          | LÍF Leirvík | 2:1 (1:1) | SÍ Sumba    | 1:0 Jonhard Høgnesen (13.), 1:1 Dánjal Johan Joensen (15.), 2:1 Tomasz Resel (78.)                                                     |
| 16. Oktober 1999                         | SÍ Sumba    | 5:0 (3:0) | LÍF Leirvík | 1:0 Birgir Jørgensen (3.), 2:0 Birgir Jørgensen (19.), 3:0 Nebosja Veljkovic (20.), 4:0 Birgir Jørgensen (50.), 5:0 René Thomsen (65.) |
| Gesamt:                                  | LÍF Leirvík | 2:5       | SÍ Sumba    | |
| Damit verblieb SÍ Sumba in der 1. Deild. |             |           |             | |

## Torschützenliste
Bei gleicher Anzahl von Treffern sind die Spieler nach dem Nachnamen alphabetisch geordnet.
| Platz | Spieler                  | Mannschaft   | Tore |
| ----- | ------------------------ | ------------ | ---- |
| 1     | Jákup á Borg             | B36 Tórshavn | 17   |
| 2     | John Petersen            | B36 Tórshavn | 16   |
| 3     | Kurt Mørkøre             | KÍ Klaksvík  | 13   |
| 4     | Eli Hentze               | B71 Sandur   | 12   |
| 4     | Henning Jarnskor         | GÍ Gøta      | 12   |
| 6     | Aleksandar Radosavljević | GÍ Gøta      | 11   |
| 7     | Rógvi Jacobsen           | KÍ Klaksvík  | 10   |
| 7     | Súni Fríði Johannesen    | HB Tórshavn  | 10   |
| 7     | Nebosja Veljkovic        | SÍ Sumba     | 10   |
| 10    | Marcello Marcelino       | B68 Toftir   | 08   |

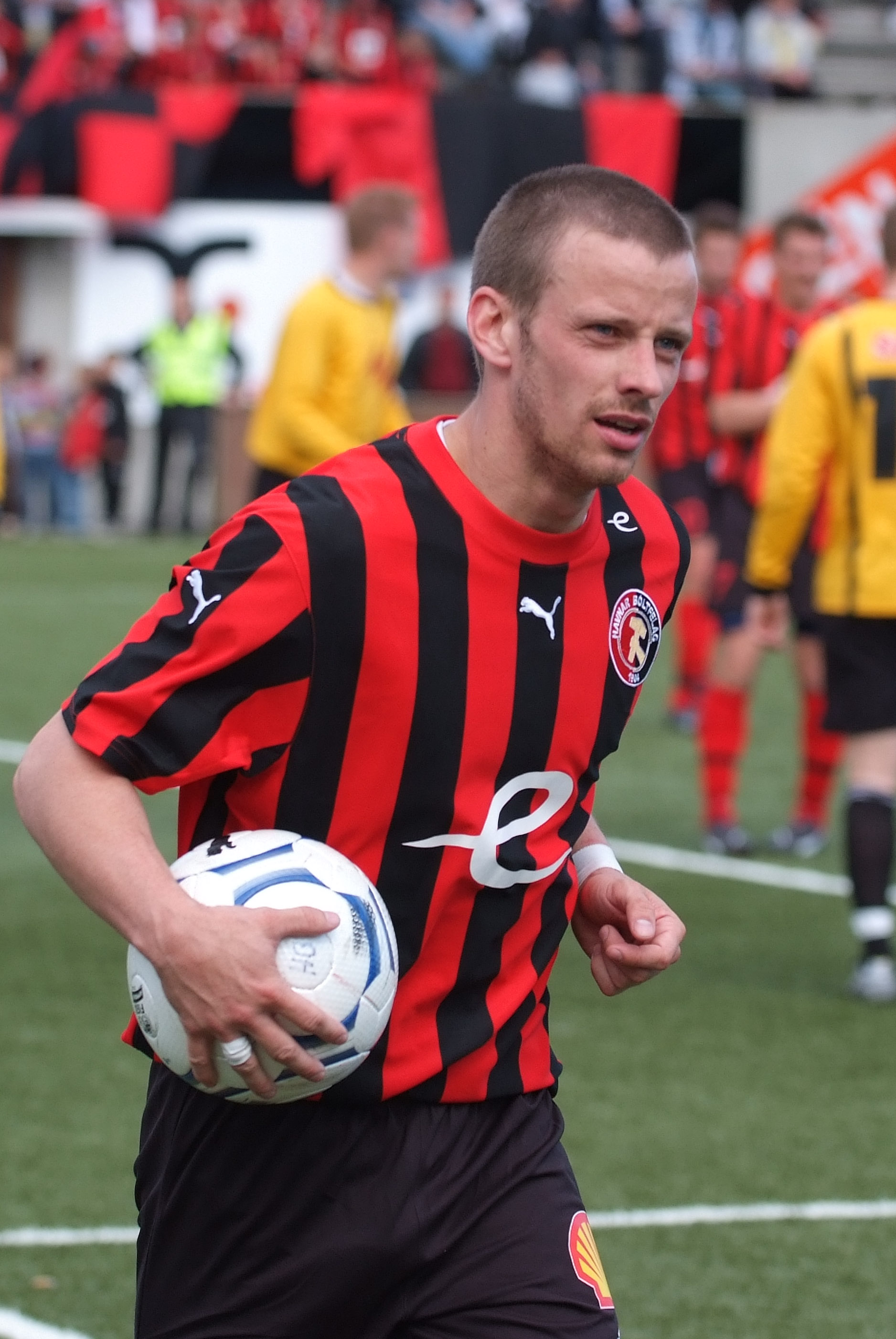
Torschützenkönig Jákup á Borg

Dies war nach 1998 der zweite Titel für Jákup á Borg.

## Trainer
| Mannschaft      | Trainer              | Spieltage |
| --------------- | -------------------- | --------- |
| B36 Tórshavn    | Tomislav Sivić       | 01–18     |
| B68 Toftir      | Bjørn Krog           | 01–18     |
| B71 Sandur      | Ivan A. Hristov      | 01–18     |
| GÍ Gøta         | Jóhan Nielsen        | 01–18     |
| HB Tórshavn     | Ion Geolgău          | 01–18     |
| ÍF Fuglafjørður | Piotr Krakowski      | 01–18     |
| KÍ Klaksvík     | Tony Paris           | 01–18     |
| NSÍ Runavík     | Milan Ćimburović     | 01–02     |
| NSÍ Runavík     | Trygvi Mortensen     | 03–18     |
| SÍ Sumba        | Birgir Jørgensen     | 01–07     |
| SÍ Sumba        | Milan Ćimburović     | 08–18     |
| VB Vágur        | Krzysztof Popczynski | 01–18     |

Insgesamt zwei Teams wechselten Trainer aus. NSÍ Runavík verbesserte sich nach dem Wechsel um eine Position auf den fünften Platz, SÍ Sumba verbesserte sich ebenfalls um eine Position auf den neunten Platz.

## Spielstätten
In Klammern sind bei mehreren aufgeführten Stadien die Anzahl der dort ausgetragenen Spiele angegeben.
| Mannschaft      | Stadion              | Spielort     |
| --------------- | -------------------- | ------------ |
| B36 Tórshavn    | Gundadalur           | Tórshavn     |
| B68 Toftir      | Svangaskarð (8)      | Toftir       |
| B68 Toftir      | Tofta Leikvøllur (1) | Toftir       |
| B71 Sandur      | Inni í Dal           | Sandur       |
| GÍ Gøta         | Sarpugerði           | Norðragøta   |
| HB Tórshavn     | Gundadalur           | Tórshavn     |
| ÍF Fuglafjørður | Í Fløtugerði         | Fuglafjørður |
| KÍ Klaksvík     | Við Djúpumýrar       | Klaksvík     |
| NSÍ Runavík     | Við Løkin            | Runavík      |
| SÍ Sumba        | Á Krossinum          | Sumba        |
| VB Vágur        | Á Eiðinum            | Vágur        |

## Schiedsrichter
Folgende Schiedsrichter leiteten die 90 Erstligaspiele:
| Name                 | Stammverein    | Spiele |
| -------------------- | -------------- | ------ |
| Lassin Isaksen       | KÍ Klaksvík    | 13     |
| Oddmar Andreasen     | HB Tórshavn    | 12     |
| Niklas á Líðarenda   | GÍ Gøta        | 12 1   |
| Birgir Sondum        | B36 Tórshavn   | 11     |
| Kim Ejdesgaard       | Fram Tórshavn  | 09     |
| Sune Johansen        | SÍF Sandavágur | 09 1   |
| Bergur Magnussen     | EB/Streymur    | 06     |
| Sjúrður Norðbúð      | B36 Tórshavn   | 06     |
| Jens Petur Brattalíð | VB Vágur       | 05     |
| Petur Erhard Kjærbo  | SÍ Sumba       | 04     |
| Petur Reinert        | LÍF Leirvík    | 02     |
| Tummas Pauli Olsen   | GÍ Gøta        | 01     |

## Die Meistermannschaft
In Klammern sind die Anzahl der Einsätze sowie die dabei erzielten Tore genannt.
| 1. | KÍ Klaksvík |
|    | Jan Andreasen (17/0) \| Finn Baldvinsson (8/0) \| Harley Bertholdsen (18/2) \| Stephen Boyle (18/0) \| Olgar Danielsen (5/1) \| Símun W. Høgnesen (2/0) \| Rógvi Jacobsen (18/10) \| Arnold Joensen (18/1) \| Jan Joensen (18/0) \| Eyðun Klakstein (8/0) \| Heðin á Lakjuni (18/6) \| Jóhann Lützen (1/0) \| Kurt Mørkøre (11/13) \| Jan Allan Müller (6/2) \| Niclas Niclassen (7/0) \| Ove Nysted (2/0) \| Andrzej Pacek (18/1) \| Jonathan Paris (1/0) \| John Ryan (15/0) \| Marek Wierzbicki (18/1) ohne Einsatz: Meinhard Joensen \| Helmar Lassen \| Gunnar á Steig - Trainer: Tony Paris |

## Nationaler Pokal
Im Landespokal gewann KÍ Klaksvík mit 3:1 gegen B36 Tórshavn und erreichte dadurch das Double.

## Europapokal
1999/2000 spielte HB Tórshavn als Meister des Vorjahres in der Qualifikation zur Champions League gegen FC Haka (Finnland). Das Hinspiel konnte ein 1:1 erreicht werden, das Rückspiel wurde jedoch mit 0:6 verloren.
KÍ Klaksvík spielte als Pokalfinalist des Vorjahres in der Qualifikation zum UEFA-Pokal. Das Heimspiel gegen Grazer AK (Österreich) wurde mit 0:5 verloren, das Rückspiel mit 0:4.
B36 Tórshavn spielte ebenfalls in der Qualifikation zum UEFA-Pokal gegen MKE Ankaragücü (Türkei) und verlor das Hin- und Rückspiel jeweils mit 0:1.
GÍ Gøta nahm am UI-Cup teil. Das Hinspiel in der ersten Runde gegen NK Jedinstvo Bihać (Bosnien) verlor GÍ mit 0:3, das Rückspiel konnte jedoch mit 1:0 gewonnen werden.